# Pablo Bustinduy Amador
Pablo Bustinduy Amador (Madrid, 19 de març de 1983) és un polític espanyol, actual ministre de Drets Socials del Govern d'Espanya.

## Biografia
Va néixer a Madrid el 1983. És fill d'Ángeles Amador, ministra de Sanitat entre el 1993 i el 1996, i de Javier Bustinduy.
Es va llicenciar en Ciències Polítiques i de l'Administració per la Universitat Complutense de Madrid. Va ampliar els estudis a França, on va obtenir un Màster en Història del Pensament Polític a l'Institut d'Estudis Polítics de París, amb menció Summa cum Laude, i als Estats Units, on treballa en la seva tesi doctoral sobre filosofia política a The New School for Social Research de Nova York.
Ha treballat com a investigador i professor de Filosofia en diverses universitats dels Estats Units (Universitat de Fairfield, Saint Francis College i Universitat de Nova York) i com a articulista en diversos mitjans. També ha traduït, prologat i editat obres relacionades amb l'economia, el pensament polític i l'estètica, com Cleptopía, de Matt Taibbi; El destino de las imágenes, de Jacques Rancière; l'obra col·lectiva Lugares comunes, o Estado de vigilancia: crítica de la razón securitaria, de Michael Foessel, entre d'altres.

## Política
Implicat en el projecte de Podemos des dels començaments, va treballar com a coordinador de la delegació del partit al Parlament Europeu després de les eleccions europees del 2014. Des del març del 2015 és integrant del Consell de Coordinació, on ocupa la cartera de la Secretaria Internacional. Va ser elegit diputat per Madrid en les eleccions generals espanyoles del 2015 i reelegit en les del 2016. Al Congrés dels Diputats fou portaveu del Grup Confederal Unidos Podemos - En Comú Podem - En Marea per a les comissions d'Afers Estrangers i la Unió Europea.
En 2019, amb la marxa en massa del sector errejonista va renunciar a encapçalar la llista d'Unidas Podemos per a les eleccions al Parlament Europeu per incorporar-se a la nova formació Más Madrid, i en 2023 s'incorporà a Moviment Sumar.
El novembre del 2023 va ser nomenat ministre de Drets Socials i Consum del govern d'Espanya per Pedro Sánchez per la XV Legislatura Espanyola, quan va deixar fora de l'Executiu a Podem, que va passar al grup mixt després de desavinences entre aquests i Moviment Sumar, i substituint Ione Belarra i Alberto Garzón respectivament.